# Dan Fredenburgh

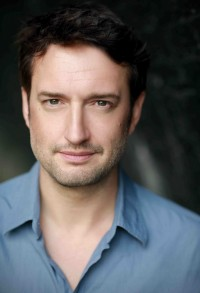
Dan Fredenburgh

Daniel „Dan“ Rauff Fredenburgh (* 1968 in Clapham, London) ist ein britischer Schauspieler und Drehbuchautor.

## Leben
Dan Fredenburgh wurde in Clapham geboren.
Er erwarb einen Abschluss an der The Arts Educational School. Sein einziges Drehbuch war für Broken Lines.
Im Jahr 2002 erhielt er eine Auszeichnung mit dem Ian Charleson Award für seine Arbeit in der Titelrolle der Produktion Der Prinz von Homburg der Royal Shakespeare Company. Bekannt ist er für seine Rolle in der BBC-Serie Emma.

## Filmografie
- 1994: The Knock
- 1999: Café D'Paris
- 2000: Brothers
- 2000: Queen of Swords
- 2001: Sword of Honour
- 2001: Bad Girls
- 2002: Lexx – The Dark Zone (Lexx)
- 2002: Al's Lads
- 2003: Tatsächlich… Liebe (Love Actually)
- 2005: Waking the Dead – Im Auftrag der Toten (Walking the Dead)
- 2005–2006: Donovan
- 2003–2007: The Bill
- 2006: Land of the Blind
- 2007: Earthquake
- 2007: Das Bourne Ultimatum (The Bourne Ultimatum)
- 2008: Ashes to Ashes – Zurück in die 80er (Ashes to Ashes)
- 2009: Emma
- 2013: Father Brown
- 2013: Spies of Warsaw
- 2003–2013: Holby City
- 2007–2016: Silent Witness
- 2007–2016: Casualty
- 2008: Unborn
- 2008: Broken Lines
- 2009: Maybe One Day
- 2009: Infidel
- 2013: Love Matters
- 2013: The Tunnel – Mord kennt keine Grenzen (The Tunnel)
- 2014: The Evermoor Chronicles
- 2014: The Missing
- 2015: Sons of Liberty
- 2014: Night Armour
- 2015: Kicking Off
- 2017: Victoria
- 2017: Rise of the Footsoldier 3: The Pat Tate Story
- 2018: The City & the City
- 2018: Press
- 2019: A Confession
- 2019: A Christmas Carol
- 2019: A Boy, a Man and a Kite
- 2019: Kurier
- 2019: Adults in the Room
- 2019: Best Mom Ever
- 2019: The Courier – Tödlicher Auftrag (The Courier)
- 2021: A Christmas Number One
- 2002–2020: Doctors
- 2022: This England
- 2023: Fifteen-Love